# Magyar Hírforrás Alapítvány
A Magyar Hírforrás Alapítvány a kuruc.hu, nemnemsoha.hu és falanx.hu weboldalakat üzemeltette, valamint a Kárpátia havilapot adta ki.